# Faro di Piombino
Il faro di Piombino, noto anche come faro della Rocchetta, è un faro marittimo del canale di Piombino che si trova in Piazza Bovio, a Piombino. Ad alimentazione elettrica e a luce ritmica, l'infrastruttura è dotata di una lampada LABI da 100 W che emette tre lampi bianchi ogni 15 secondi della portata di 11 miglia nautiche. Dalla seconda metà del Novecento in poi è rimasto l'unico faro monumentale ancora in funzione a Piombino, a seguito della definitiva dismissione del semaforo di Piombino.

## Storia
Il faro venne edificato nel luogo in cui sorgeva la Rocchetta di Piombino, storica fortificazione difensiva che venne demolita nel corso degli anni venti del Novecento per lasciare posto all'attuale piazza che si apre verso il mare. Nel luogo in cui si articolava il bastione meridionale della fortificazione è stata edificata la torre sulla quale è stato attivato il faro per l'illuminazione della costa meridionale del promontorio di Piombino, nel tratto in prossimità del Porto Antico di Piombino.

## Architettura
L'infrastruttura è costituita da una torre in stile neogotico a sezione quadrata, con galleria interna e strutture murarie rivestite in pietra. Il portone d'ingresso, preceduto da gradini, è sovrastato da un arco a sesto acuto. Nella parte superiore della torre sporge un coronamento che poggia su archetti a sesto acuto, che costituiscono la base della merlatura sommitale che delimita la terrazza sulla quale è collocato il fanale metallico.